# K’inich Kan Bahlam II.

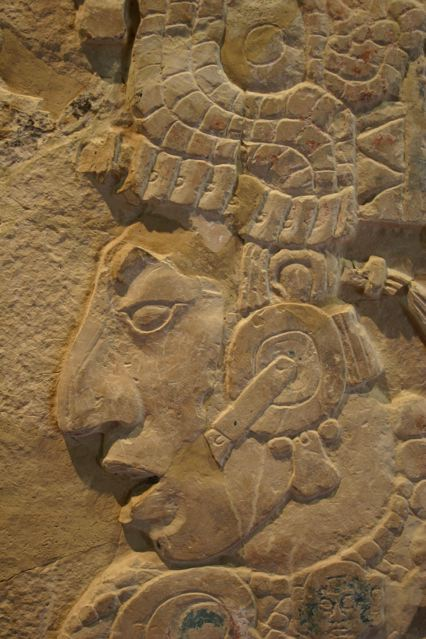
Bildnis von K’inich Kan Balam II. auf einem Relief aus Tempel XVII in Palenque

Umzeichnung einer Namensnennung von K’inich Kan Bahlam II.

K’inich Kan Bahlam II. (* 20. Mai 635; † 16. Februar 702) war ein bedeutender Herrscher (Ajaw) der Maya-Stadt Palenque. Er regierte vom 7. Januar 684 bis zu seinem Tod.

## Herkunft und Familie
K’inich Kan Bahlam II. wurde am 20. Mai 635 (Lange Zählung 9.10.2.6.6, Kalenderrunde 2 Kimi 19 Sotz’) als Sohn seines Vorgängers K’inich Janaab Pakal I. (* 603; † 683) und dessen Gemahlin Tz’akbu Ajaw (* um 612?; † 672) geboren. Er hatte zwei Brüder: seinen Nachfolger K’inich K’an Joy Chitam II. (* 644; † um 721?) und Tiwol Chan Mat (* 647; † 680), der selbst nie regierte, aber Stammvater aller noch auf K’inich K’an Joy Chitam II. folgenden Herrscher werden sollte. Über eine Gemahlin oder Kinder von K’inich Kan Balam II. ist nichts bekannt.

## Regierungszeit

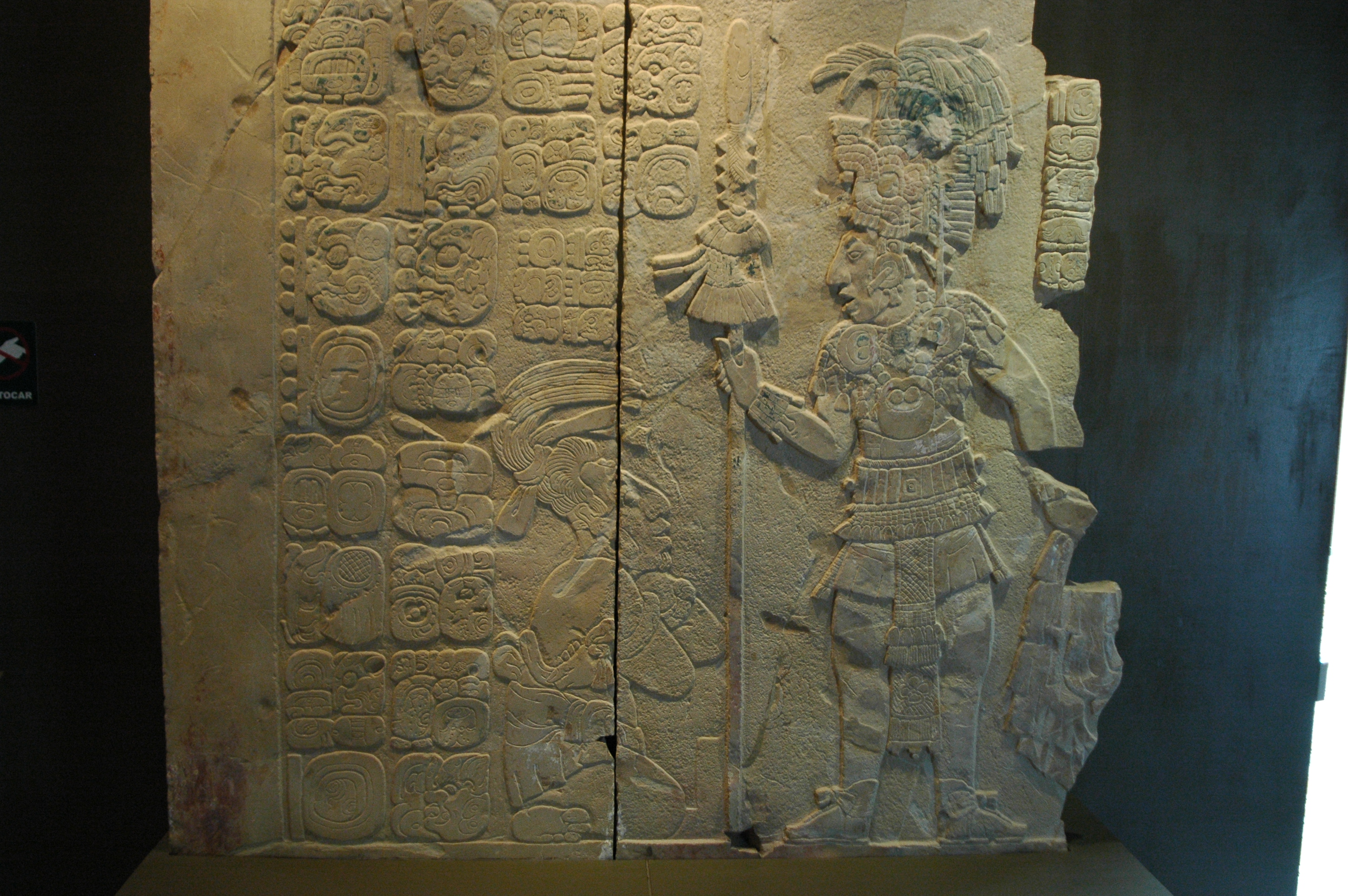
Ein Herrscher aus Palenque (wahrscheinlich K’inich Kan Balam II.) mit einem Gefangenen aus Toniná; Relief aus dem Tempel XVII in Palenque

K’inich Kan Bahlam II. bestieg den Thron am 7. Januar 684 (9.12.11.12.10, 8 Ok 3 K’ayab) im Alter von 48 Jahren, nachdem sein Vater Palenque zu langanhaltender Stabilität verholfen hatte. K’inich Kan Balam II. konnte zunächst an die erfolgreiche Politik seines Vaters anknüpfen. So setzte er dessen umfangreiche Bautätigkeit fort und ließ Kunstwerke schaffen, die zu den herausragendsten der Maya-Klassik zählen.
Militärische Erfolge konnte K’inich Kan Bahlam II. 687 erzielen, als er nach einem Feldzug gegen Palenques südlichen Nachbarstaat Toniná dessen Herrscher („Herrscher 2“) gefangen nahm. Palenque erreichte zu dieser Zeit wahrscheinlich seine größte Machtausdehnung. In seinen letzten Regierungsjahren begann diese Macht aber bereits wieder zu schwinden; zwischen 692 und 696 kam es zu mehreren Überfällen auf das Territorium Palenques durch den neuen Herrscher von Toniná, K’inich B’aknal Chak.
K’inich Kan Bahlam II. starb am 16. Februar 702 (9.13.10.1.5, 6 Chikchan 3 Pop) im Alter von 66 Jahren. Auf ihn folgte sein Bruder K’inich K’an Joy Chitam II., unter dessen Herrschaft sich der Konflikt mit Toniná fortsetzte und 711 in seiner Gefangennahme gipfelte.

## Bautätigkeit
Fast alle bedeutsamen Bauwerke Palenques entstanden während der Regierungszeiten von K’inich Janaab Pakal I. und dessen ältestem Sohn K’inich Kan Bahlam II. Das erste Bauprojekt von K’inich Kan Bahlam II. bestand in der Vollendung des Grabes seines Vaters, des Tempels der Inschriften. Sein umfangreichstes Bauprojekt führte er im Osten Palenques aus, wo ein Gebäudekomplex namens „Gruppe des Kreuzes“ entstand, der als Hauptbau den Tempel des Kreuzes sowie die beiden kleineren Tempel des Blattkreuzes und der Sonne umfasste und 692 fertiggestellt wurde. Außerdem entstanden die Tempel XIV und XVII unter seiner Herrschaft.

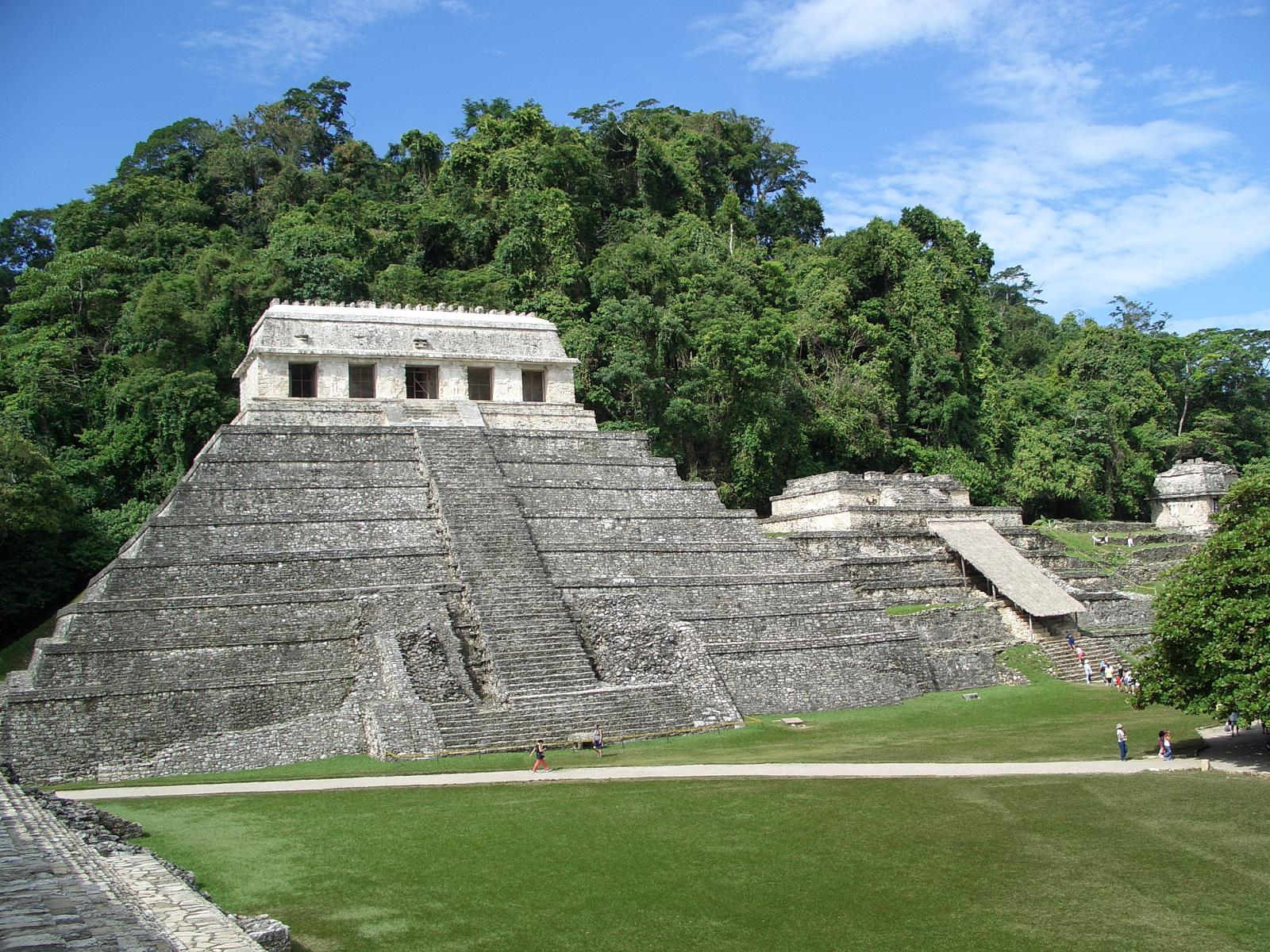
Der Tempel der Inschriften
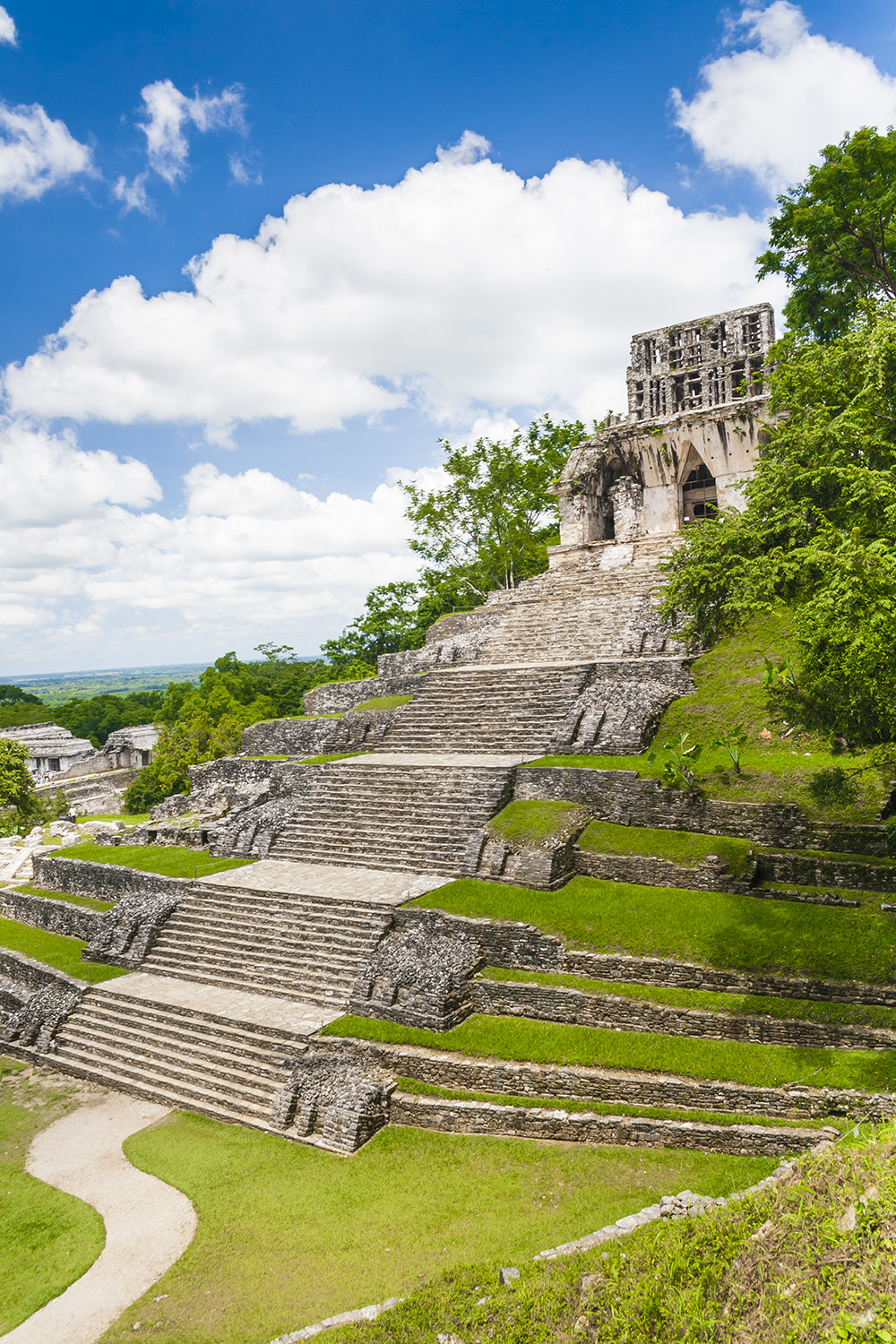
Der Tempel des Kreuzes
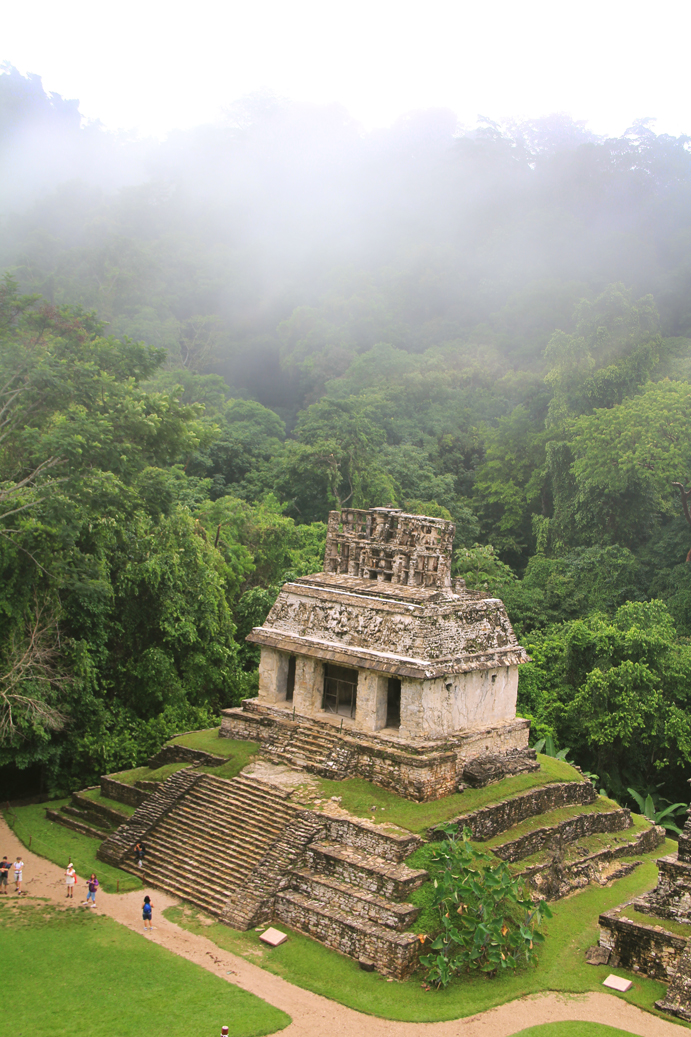
Der Tempel der Sonne